# عدنان الجسمي
عدنان الجسمي (مواليد 24 يناير 1995، لاعب كرة قدم إماراتي يجيد اللعب في الوسط.
مثل نادي الشارقة في الفئات السنية و وصل للفريق الأول عام 2016 .

## دمج نادي الشارقة
كان يلعب مع نادي الشارقة و في عام 2017 صدر قرار بدمج نادي الشارقة مع نادي الشعب تحت مسمى نادي الشارقة تم ضمه إلى نادي الشارقة الجديد و تمت إعارته إلى نادي دبا الحصن و لعب معهم موسم و بعدها إنتقل إلى نادي الحمريه و وقع مع نادي التعاون في عام 2019 و وقع مع نادي مصفوت في عام 2020 و عاد إلى نادي الحمرية في عام 2022.